# Jessica Carter
Jessica „Jess“ Leigh Carter (* 27. Oktober 1997) ist eine englisch-amerikanische Fußballspielerin. Sie spielt seit 2024 für Gotham FC und wurde 2017 erstmals in der englischen Fußballnationalmannschaft der Frauen eingesetzt.

## Leben

### Vereine
Als Jugendliche war sie Kapitänin der Warwick Juniors im britischen County Cup. Ab Juni 2013 wurde sie Mitglied des Birmingham City LFC, 2018 wechselte sie zum Ligakonkurrenten Chelsea Women. Mit ihrer deutschen Mannschaftskameradin Ann-Katrin Berger wohnt Carter gemeinsam in Chelsea. Mit den Londonerinnen unterlag sie in der Saison 2020/21 im Champions-League-Finale den Spielerinnen des FC Barcelona mit 0:4.
Sie verließ Chelsea im Juli 2024 und wechselte zu NJ/NY Gotham FC in der National Women’s Soccer League.

### Nationalmannschaft
2014 repräsentierte sie England im U19-Frauenfußballteam 2016 spielte sie für die englische U20 sowie die U21.
Im November 2017 debütierte Carter in der englischen A-Nationalmannschaft. Danach musste sie aber vier Jahre auf eine weitere Berücksichtigung warten. Unter der neuen Trainerin Sarina Wiegman wurde sie im September 2021 wieder für die ersten Spiele in der Qualifikation für die WM 2023 nominiert und kam am 27. November 2021 zu ihrem zweiten Länderspiel. Diesem folgte drei Tage später die Einwechslung zur zweiten Halbzeit beim 20:0-Rekordsieg gegen Lettland, dem höchsten Sieg einer europäischen Mannschaft, mit ihrem ersten Tor zum 11:0-Zwischenstand zehn Minuten nach ihrer Einwechslung. Auch beim Arnold Clark Cup im Februar 2022 wurde sie in den drei Spielen eingesetzt, wie auch bei den zwei WM-Qualifikationsspielen im April.
Am 17. Mai 2022 wurde sie für den vorläufigen EM-Kader benannt. Am 15. Juni wurde sie auch für den finalen Kader berücksichtigt. Bei der EM hatte sie aber nur einen Kurzeinsatz im dritten Gruppenspiel gegen Nordirland.
Am 3. September qualifizierte sie sich mit ihrer Mannschaft durch einen 2:0-Sieg in Wiener Neustadt gegen Österreich für die WM-Endrunde, wobei sie beim Stand von 2:0 eingewechselt wurde. Am 31. Mai 2023 wurde sie als eine von 23 Spielerinnen für die WM-Endrunde in Australien und Neuseeland nominiert.
Für die Europameisterschaft 2025 wurde sie von Sarina Wiegman in den finalen Kader berufen. Während des Turniers wurde sie rassistisch beleidigt und die Polizei wurde eingeschaltet. Carter kündigte an, sich daraufhin erst einmal von ihren Social-Media-Kanälen zurückzuziehen, um sich zu schützen. Im Finale gegen Spanien stand sie wieder in der Startelf und verhalf England zum zweiten Titel.

## Sonstiges
Carter ist Botschafterin einer rein weiblichen Fußballakademie, die vom ehemaligen Arsenal-Jugendspieler Judan Ali geleitet wird.

## Privat
Ihr Vater ist Amerikaner. Carter ist mit ihrer Mitspielerin Ann-Katrin Berger liiert, im Mai 2024 gaben sie ihre Verlobung bekannt.

## Erfolge
Chelsea LFC
- FA Women’s Community Shield: 2020
- Englische Meisterin: 2019/20, 2020/21, 2021/22, 2022/23, 2023/24
- FA WSL Continental Tyres Cup: 2020, 2021
- FA Women’s Cup: 2020/21, 2021/22, 2022/23
- UEFA Women’s Champions League: Halbfinalistin 2018/19, Finalistin 2020/21

Gotham FC
- CONCACAF W Champions Cup: 2024–2025

Nationalmannschaft
- Arnold-Clark-Cup-Siegerin: 2022, 2023
- Europameisterin: 2022 (ohne Finaleinsatz), 2025
- CONMEBOL-UEFA-Pokal der Champions der Frauen-Siegerin: 2023
- Vize-Weltmeisterin: 2023

Individuell
- FA WSL PFA Team of the Year: 2017[18]
- PFA Women’s Young Player of the Year: 2016/17[19]
- Freedom of the City der Stadt London[20]
- PFA Community Champion Award: 2022/23
- UEFA Women’s Champions League Team of the Season: 2023/24[21]
- Chelsea Women’s Player's Player of the Year: 2023/24[22]